# Goetheweg (Karwendel)
Le Goetheweg (ou Hermann-Buhl-Weg) est un sentier de randonnée dans le massif des Karwendel.

## Géographie
Ce sentier dans le Nordkette mène du Hafelekarhaus, station du Nordkettenbahn vers le refuge de Pfeis, au nord du Rumer Spitze. Le Hafelekarspitze, le Gleirschspitze et le Mandlspitze, que l'on franchit en-dessous des sommets, proposent des points de vue sur la vallée de l'Inn, Innsbruck, les Alpes de Stubai, les Alpes de Tux, le Wetterstein ainsi que le chaînon de Gleirsch-Halltal.
Le sentier 219 du col qui part du cirque de Mühl et longe le côté sud de la crête des sommets du Nordkette exige des notions d'alpinisme.

## Histoire
Le sentier est baptisé en hommage à Johann Wolfgang von Goethe. En 1977, on lui donne le nom de Hermann Buhl puis on revient au premier nom en 2002.

## Source de la traduction
- (de) Cet article est partiellement ou en totalité issu de l’article de Wikipédia en allemand intitulé « Goetheweg (Nordkette) » (voir la liste des auteurs).